# Прозрачная мощь пурпурного полдня
«Прозрачная мощь пурпурного полдня» (англ. The purple noon's transparent might) — пейзаж австралийского художника Артура Стритона, написанный в 1896 году. Полотно входит в австралийскую коллекцию Национальной галереи Виктории, которая находится в Центре Яна Поттера на площади Федерации в Мельбурне.

## Сюжет
На картине изображена река Хоксбери в Новом Южном Уэльсе с видом на Голубые горы. Название произведения — строка из стихотворения Перси Шелли «Стансы, написанные близ Неаполя в часы уныния»: The purple noon’s transparent might («Прозрачным полднем, нежно-красным» в переводе Бальмонта).
Стритон написал картину за два дня, сидя на выступе над деревьями жарким летом. Художник утверждал, что температура в тени превышала 42 °C. Позже он вспоминал, что рисовал в «своего рода художественном опьянении с мыслями о Шелли в моей голове. Моя работа может погибнуть, но я должен работать, чтобы продолжать».
Австралийский художник Лайонел Линдсей так описал картину:
Каждое прикосновение здесь уверенно и актуально для персонажа. Нет рисования влажным цветом, нет возни с неопредёленным, и все же в этой точности прикосновения живёт тайна ценности и света, более глубокая, чем любая романтическая формула уклонения от рисования… Кто кроме Стритона, глядя на реку Хоксбери с террасы через эти далеко раскинувшиеся равнины, может представить, что он видел? Чтобы угадать возможности картины, её формы и освещение, её характер и композицию в этом широком поле, требуется гениальная интуиция.

## История
Картина была включена в Выставку австралийского искусства 1898 года в Лондоне, где современный рецензент заявил, что она «выдержит свою оценку в любой лондонской галерее». Работа была приобретена Национальной галереей Виктории в Мельбурне в 1896 году и входит в музейную коллекцию.